# Henrik Johan Bull
Henrik Johan Bull (Vestfold, Noruega, 13 de octubre de 1844 – Oslo, Noruega, 1 de junio de 1930) fue un empresario y ballenero noruego, además de uno de los pioneros en la exploración de la Antártida.

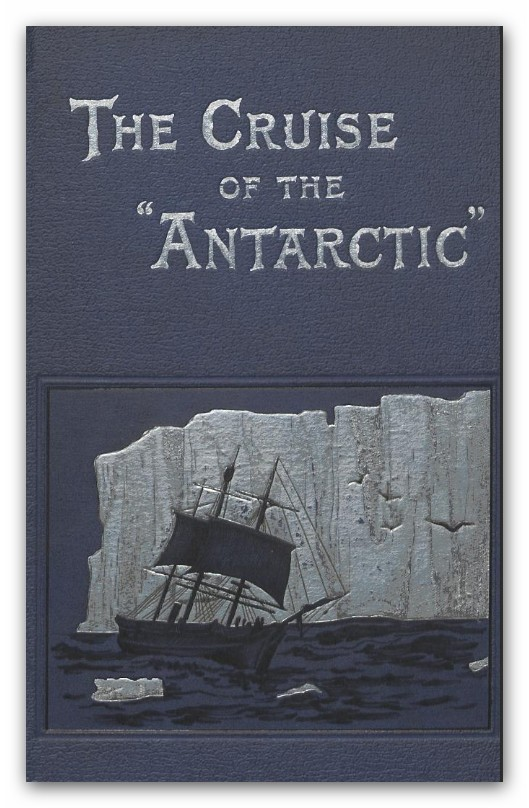
The Cruise of the 'Antarctic' to the South Polar Regions, (El viaje del Antarctic a las regiones del Polo Sur), (London & New York: Edward Arnold, 1896)

## Biografía
Henrik Johan Bull nació en Stokke, en la provincia de Vestfold, Noruega. Acudió a la escuela en Tønsberg y trabajó durante varios años como empresario en esa misma ciudad. A finales los años ochenta viajó a Melbourne, Australia, donde fue socio en una compañía de comercio y transporte.
En 1893, el magnate del transporte y ballenero noruego Svend Foyn accedió finalmente a apoyar una expedición a la Antártida, liderada por Henrik Bull, con el objetivo de encontrar a la elusiva ballena franca. Svend Foyn fue un empresario que patentó el harpón con granada, empleado en la caza de ballenas.
El barco proporcionado por Foyn fue el Antarctic, una nave de tres mástiles equipada con maquinaria a vapor, además de once arpones, un arsenal de explosivos, ocho botes balleneros y una tripulación de 31 hombres. El navío estaba capitaneado por Leonard Kristensen (1857-1911). En la tripulación se encontraban Carsten Borchgrevink, quien más adelante dirigiría la expedición Southern Cross a la Antártida. Durante el transcurso los dos años que duró la expedición, visitaron Tristán de Acuña, las islas del Príncipe Eduardo, las islas Crozet, las islas Kerguelen, las islas Balleny, la isla Campbell y las islas Possession. El 19 de enero de 1895, un pequeño grupo desembarcó en las islas Possession, en una isla rocosa de aproximadamente 2 millas (3 km). El 24 de enero de ese mismo año, una barca con seis hombres, entre los que se incluían Bull, Leonard Kristensen, Carsten Borchgrevink y Alexander von Tunzelmann, llegó a la costa del cabo Adare, en la Antártida. En su momento se creyó que ellos habían sido los primeros hombres en pisar el continente helado, sin embargo el capitán de barco John Davis declaró haber desembarcado antes en la Antártida, en 1821.
En 1898, Henrik Johan Bull escribió y editó sus memorias de la expedición en su libro Sydover. Ekspeditionen til Sydishavet i 1893–1895, que fue publicado en inglés bajo el título The Cruise of the 'Antarctic' to the South Polar Regions, (El viaje del Antarctic a las regiones del Polo Sur), (London & New York: Edward Arnold, 1896).
Más tarde fundó una compañía dedicada a las industrias pesquera, foquera y ballenera. Bull falleció el 1 de junio de 1030 en Oslo, Noruega, a los 85 años de edad.

## Enlaces Extenos
- Per Gramsborg. «The first man to have set foot on the Antarctic continent» (El primer hombre en pisar el continente antártico). I: The Norseman, nr 2 (1992)
- Norsk biografisk leksikon
- Henrik Johan Bull (1898) Sydover. Ekspeditionen til Sydishavet i 1893–1895  (British Library, Historical Print Editions) ISBN 978-1-241-41827-4

- Datos: Q1607476